# Indolizidin-Alkaloide

Indolizidin, Grundkörper der Indolizidin-Alkaloide

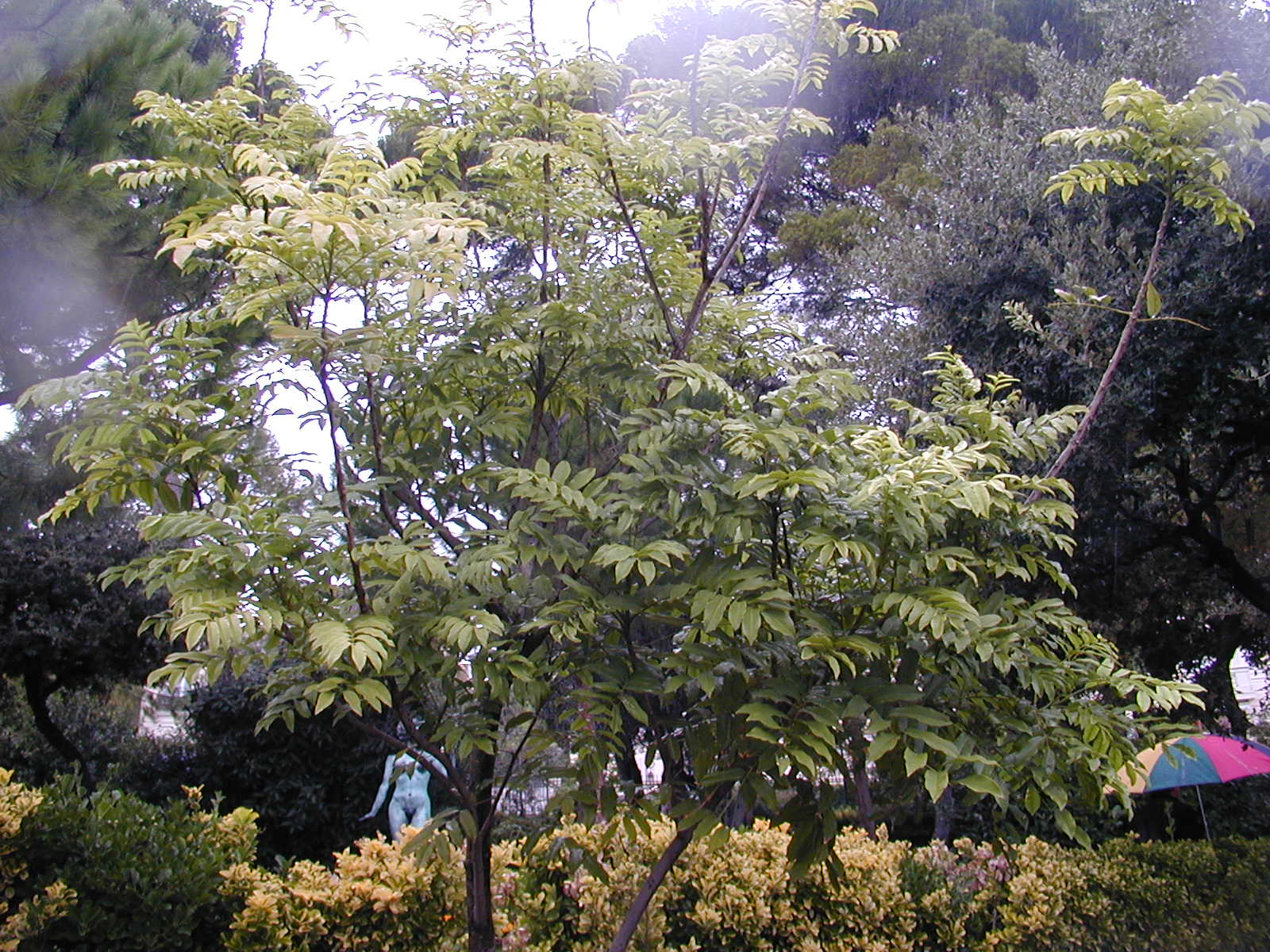
Australische Kastanie (Castanospermum australe)

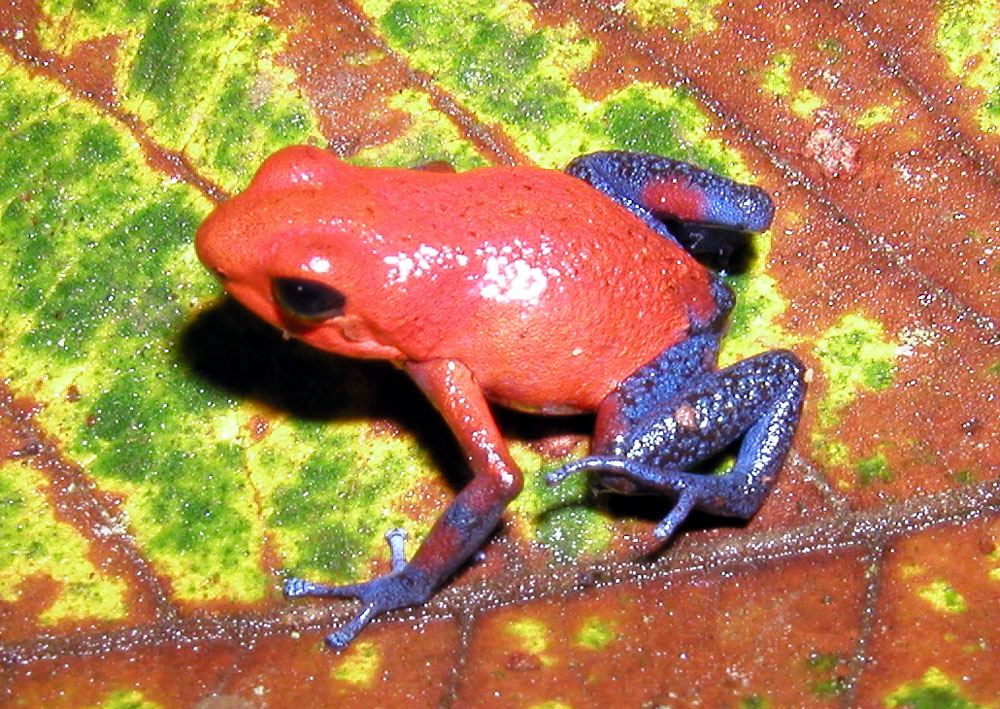
Erdbeerfröschchen (Dendrobates pumilio)

Indolizidin-Alkaloide sind Naturstoffe aus verschiedenen Alkaloid-Gruppen, deren Struktur sich vom Indolizidin ableiten lässt.

## Vorkommen
Indolizidin-Alkaloide kommen in vielen Pflanzenfamilien (u. a. Elaeocarpaceae, Asclepiadaceae) sowie als Metaboliten von Pilzen und Bakterien. Slaframin und Swainsonin wurden beispielsweise in dem Pilz Rhizoctonia leguminicola gefunden und extraktiv gewonnen. Castanospermin wurde aus der Australischen Kastanie gewonnen.
Zu den Alkaloiden dieser Gruppe gehören auch Pumiliotoxine, die die Giftstoffe des Erdbeerfröschchens sind.

## Vertreter

### Polyhydroxy-Alkaloide
Zu den Polyhydroxy-Alkaloiden zählen u. a. Castanospermin und Swainsonin.

(+)-Castanospermin
(−)-Swainsonin

### Pumiliotoxine
Hauptalkaloide der Pumiliotoxine sind Pumiliotoxin A und Pumiliotoxin B. Weitere Vertreter sind Gephyrotoxin 223 AB und Gephyrotoxin.

### Phenanthroindolizidin-Alkaloide
Vertreter dieser Alkaloid-Gruppe sind beispielsweise Tylophorin und Tylocrebrin und Tylophorinidin.

(+)-Tylophorin
(+)-Tylocrebrin

### Elaeocarpus-Alkaloide
Vertreter dieser Gruppe sind u. a. Elaeokanin A, Elaeocarpin und Elaeocarpidin.

### Securinega-Alkaloide
Securinin ist das Hauptalkaloid. Weitere sind Securinol A und Norsecurinin.

(−)-Norsecurinin

### Tylophora-Alkaloide
Die meisten Vertreter der Tylophora-Alkaloide sind Phenanthroindolizidin-Alkaloide wie z. B. Tylophorin, Septicin und Hispidin.

### Ipomoea-Alkaloide
Hauptalkaloide dieser Gruppe sind Ipalbin und Ipomin. Weiterhin kommen Ipalbidin und Ipohardin vor.

(+)-Ipalbidin

## Eigenschaften
Verbindungen vom Swainsonin-Typus werden als Wirkstoff gegen AIDS untersucht. Swainsonin und Castanospermin wirken als Inhibitoren von zuckerspaltenden Enzymen. Castanospermin ist zudem ein potenzieller Wirkstoff gegen Krebszellen und HI-Viren. Keine dieser Verbindungen ist als Arzneistoff bisher zugelassen.
Slaframin wirkt als Parasympathomimetikum. Pumiliotoxin A erhöht die Kontraktion der quergestreiften Muskulatur. Gephyrotoxin wirkt ähnlich wie Pumiliotoxin A. Aufgrund ihrer vielfältigen Wirkung aus das Nervensystem sind diese Alkaloide besonders gefragt. Ihre natürliche Verfügbarkeit durch Extraktion der Froschhäute ist durch den Artenschutz stark begrenzt.